# Jenny Harrison
Pour les articles homonymes, voir Harrison.
Jenny Harrison est une mathématicienne américaine, particulièrement connue pour son travail sur le problème de Plateau. 

## Éducation et carrière
Harrison grandit à Tuscaloosa, en Alabama. Après avoir obtenu une licence de l'université de l'Alabama, une bourse Marshall lui permet de poursuivre ses études à l'université de Warwick. Elle y termine son doctorat en 1975, sous la direction de Christopher Zeeman et la supervision de Colin Rourke. Hassler Whitney est son conseiller postdoctoral à l'Institute for Advanced Study à Princeton et elle obtient une bourse Miller « Research Fellow » pour travailler à Berkeley. De 1978 à 1981, elle enseigne au Somerville College d'Oxford, après quoi elle retourne à Berkeley en tant que professeur associé. 
En 1986, après s'être vu refuser la titularisation à Berkeley, Harrison intente une action en justice pour discrimination sexuelle. Sa cause est combattue par Stephen Smale et Robion Kirby et soutenue par Morris Hirsch et James Yorke. En application du règlement de 1993, un nouvel examen de son travail est mené par un groupe de sept mathématiciens. Ils concluent à l'unanimité en faveur de sa titularisation,.

## Contributions à la recherche
Harrison se spécialise dans l'analyse géométrique et les domaines à la frontiere entre l'algèbre, la géométrie et la théorie géométrique de la mesure. Elle a introduit et développé avec des collaborateurs une théorie des fonctions généralisées appelées chaînes différentielles qui unifie un calcul infinitésimal avec la théorie classique du continuum lisse, qui était un problème de longue date. Les infinitésimaux sont constructifs et proviennent de méthodes d'analyse standard, par opposition à l'analyse non standard d'Abraham Robinson. Ces méthodes s'appliquent également à des domaines tels que les films de savon, les fractales, les particules chargées et les espaces stratifiés de Whitney, les plaçant sur le même pied que les sous-variétés lisses dans le calcul résultant. Les résultats comprennent des généralisations et des simplifications optimales des théorèmes de Stokes, Gauss et Green. Elle a été la pionnière des applications des chaînes différentielles au calcul des variations, à la physique et à la mécanique des milieux continus. Sa solution au problème de Plateau est la première preuve d'existence d'une solution au problème de Plateau universel pour un nombre fini de courbes limites, en tenant compte de tous les films de savon surgissant dans la nature, y compris les films non orientables à triple jonction, ainsi que des solutions de Jesse Douglas, Herbert Federer et Wendell Fleming. Récemment, elle et Harrison Pugh ont annoncé l'existence et la régularité de films de savon en tant que solution au problème universel de Plateau pour la codimension une surface en utilisant la mesure de Hausdorff pour définir la surface.
C'est lorsquelle est étudiante diplômée à l'université de Warwick que Zeeman lui a présenté le problème de Plateau. Elle a trouvé un contre-exemple à la conjecture de Seifert à Oxford. Lors d'un séminaire à Berkeley en 1983, elle a proposé l'existence d'une théorie générale reliant ces derniers, et la théorie des chaînes différentielles a commencé à évoluer. Jenny Harrison et Harrison Pugh ont prouvé que l'espace vectoriel topologique des chaînes différentielles satisfait une propriété universelle déterminée par deux axiomes naturels. Ils ont utilisé la théorie pour fournir la première solution universelle au problème de Plateau, y compris la régularité des films de savon, en s'appuyant sur un précédent article de Harrison. Récemment, Fried et Seguin ont trouvé une généralisation au théorème de transport de Reynolds en utilisant les méthodes des chaînes différentielles. 

## Prix et bourses
- Institut des questions fondamentales (FQXi), prix de recherche, 2009[12]
- Miller Institute for Basic Research in Science, Miller Professor, 2007[13]
- Université Rockefeller, professeur de recherche invité, 1996-1997
- Université Yale, National Science Foundation, chercheur invité, 1989-1990
- Université d'Oxford, conférencier et stagiaire, Somerville College, 1978–81
- Miller Institute for Basic Research in Science, Miller Fellow, 1977-1978[13]
- Institute for Advanced Study, Visiting Fellow, Princeton, 1975-76